# Форкарей
Форкарей (гал. Forcarei, ісп. Forcarey) — муніципалітет в Іспанії, у складі автономної спільноти Галісія, у провінції Понтеведра. Населення — 4219 осіб (2009).
Муніципалітет розташований на відстані близько 460 км на північний захід від Мадрида, 29 км на північний схід від Понтеведри.

## Демографія
Динаміка населення (INE ):

## Галерея зображень

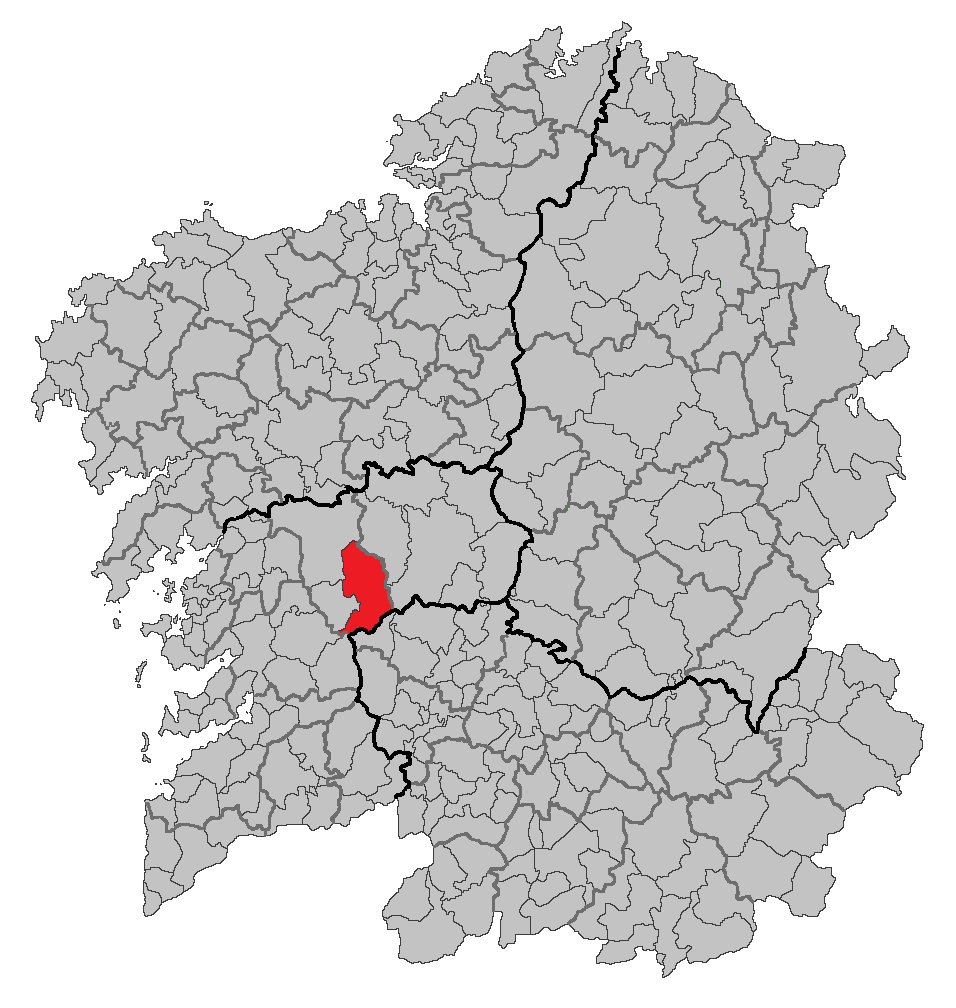
Розташування муніципалітету